# Canthidium sladeni
Canthidium sladeni là một loài bọ cánh cứng trong họ Bọ hung (Scarabaeidae).